# 제천군 (선거구)
제천군은 대한민국의 옛 국회의원 선거구이다. 당시 충청북도 제천군 지역을 관할했다.

## 역사
제헌 국회의원 선거를 앞두고 제천군 전 지역을 관할하는 선거구로 신설되었다.
제6대 국회의원 선거를 앞두고 단양군 선거구와 통합되면서 제천군·단양군 선거구를 이루게 되면서 폐지되었다.

## 역대 국회의원
| 선거   | 정당 | 정당   | 의원   |
| ------ | ---- | ------ | ------ |
| 1948년 |      | 무소속 | 유홍렬 |
| 1950년 |      | 무소속 | 한필수 |
| 1954년 |      | 자유당 | 이태용 |
| 1958년 |      | 민주당 | 이태용 |
| 1960년 |      | 민주당 | 이태용 |

## 역대 선거 결과

### 대한민국 제헌 국회의원 선거
|  | 72.27% |

|  | 27.72% |

### 대한민국 제2대 국회의원 선거
|  | 29.60% |

|  | 26.70% |

|  | 17.22% |

|  | 8.59% |

|  | 5.18% |

|  | 4.87% |

|  | 4.62% |

|  | 3.19% |

### 대한민국 제3대 국회의원 선거
|  | 60.57% |

|  | 39.42% |

|  | 0% |

### 대한민국 제4대 국회의원 선거
|  | 67.43% |

|  | 32.56% |

### 대한민국 제5대 국회의원 선거
|  | 64.56% |

|  | 12.28% |

|  | 10.90% |

|  | 8.70% |

|  | 3.54% |